# El Muerto
„El Muerto“ е предстоящ супергеройски филм по едноименния персонаж на „Марвел Комикс“. Режисьор е Хонас Куарон, а сценарият е на Гарет Дънет Алкосер. Главната роля се изпълнява от Бад Бъни.